# Lösung (Betriebswirtschaft)
Als Lösung (oder Kundenlösung) wird im Anforderungsmanagement und in der Betriebswirtschaftslehre das Problemlösen durch Unternehmen („Lösungsanbieter“) bei ihren Kunden bezeichnet. 
Die Kundenlösung ist ein Prozess in der Kundenbeziehung, der die Kundenanforderungen, Anpassung der Produkte oder Dienstleistungen an die Kundenerwartungen sowie den Kundendienst umfasst. Kundenlösungen sind erforderlich in der Produktionswirtschaft und im Dienstleistungssektor. So können Produkte oder Dienstleistungen entsprechend der Kundenerwartungen maßgeschneidert werden, was allerdings weitgehend nicht in der Massenfertigung von Standardprodukten möglich ist. Auf individuelle Lösungen ausgerichtet sind insbesondere die Produktionswirtschaft in der Einzelfertigung (Bauwirtschaft, Build-to-Order, Handwerk) und die meisten Dienstleistungsunternehmen mit Ausnahme des ÖPNV.  

## Merkmale
Es gibt drei Merkmale von Kundenlösungen:
- Integration: Das Güterbündel aus Produkten/Dienstleistungen ist derart zu integrieren, dass für den Kunden der Nutzungswert über dem Wert der einzelnen Teilleistungen liegt.[3]
- Individualisierung beschreibt die spezifische Ausrichtung einer Kundenlösung auf die Bewältigung eines individuellen Kundenproblems.[4]
- Relationalität ist die nahtlose Organisation einer Kundenbeziehung/Geschäftsbeziehung vom Auftrag oder von der Bestellung bis zum Kundendienst.

Diese Merkmale wirken auf den Kundennutzen. Ein Lösungsanbieter kann vor der Bereitstellung der Lösung bestimmte Maßnahmen treffen, um Standard-Anforderungen bestimmter Kundengruppen an eine Lösung zu berücksichtigen und dennoch eine Individualisierung für einen einzelnen Kunden zu ermöglichen. So können gewisse Produkte und Dienstleistungen zu einer Standard-Lösung integriert werden, die dann für einen einzelnen Kunden modifiziert werden. (Standard-)Lösungen, die vom Lösungsanbieter für definierte Branchen erstellt werden, bezeichnet man als vertikale Lösungen oder Industrie-Lösungen.

## Anforderungsmanagement
Das Anforderungsmanagement fokussiert im Hinblick auf die Kundenlösung auf zwei Schwerpunkte:
- Kundenorientierung: Kunden stellen Anforderungen, um Lösungen für ihre Probleme zu erhalten. Beispiele sind Kundenlösungen aufgrund von Bauplänen, Bauzeichnungen oder Konstruktionsplänen, die vom Kunden bereitgestellt werden.
- Produktorientierung: (Maßgenschneiderte) Produkte/Dienstleistungen stellen Lösungen für diese Probleme dar. Dabei kann das Produktmanagement bei Produkt- oder Finanzinnovationen auch etwaige Produktrisiken beseitigen.

Lösungen sind nur dann erfolgreich, wenn sie den Kunden einen echten Zusatznutzen stiften.
In einem ersten Schritt wird der konkrete Bedarf eines Kunden ermittelt, wozu auch das Umfeld des Kunden und seine Verwendungspläne gehören. Aufgrund dieser Erkenntnisse folgt im zweiten Schritt eine Anpassung der Produkte/Dienstleistungen an die Kundenerwartungen, wobei der Lösungsanbieter eine Gratwanderung zwischen Standardisierung und Individualisierung vornehmen muss, um das Kundenbedürfnis befriedigen zu können und gleichzeitig das Angebot gewinnbringend zu vermarkten.

## Wirtschaftliche Aspekte
Unternehmen, die bislang klassische Sachleistungen verkauft haben, sehen sich beim Wandel zum Lösungsanbieter aufgrund der Besonderheiten der Austauschbeziehung mit neuen Herausforderungen konfrontiert. Gelingt es, durch maßgeschneiderte Lösungen den Kundennutzen zu erhöhen, können Stammkunden gewonnen werden und damit Wettbewerbsvorteile gegenüber Konkurrenten entstehen. Die Unternehmensleistung besteht aus einer Kombination von Dienstleistungen und/oder Produkten, wofür vielfach auch der Begriff hybrides Leistungsbündel verwendet wird.
Maßgeschneiderte Problemlösungen verringern oder eliminieren auch das Produktrisiko, so dass Kundenzufriedenheit eintreten kann.
Lösungen treten vor allem in der Industrie auf, kommen jedoch auch auf Konsumgütermärkten vor. Beispiele für Lösungen auf industriellen Märkten sind individuelle Logistiklösungen von Transportunternehmen und Verpackungslösungen von Chemie-/Kunststoff-Unternehmen. Private Finanzlösungen von Kreditinstituten (Private Wealth Management) sind ein Beispiel für eine Lösung im Konsumentenmarkt.

## Sonstiges
Das betriebswirtschaftliche Verständnis von Lösungen ist wesentlich enger als das Verständnis von IT-Lösungen in der Informationstechnologie. Um eine definitorische Festlegung von IT-Leistungen auf entweder Hard- oder Software zu vermeiden, wird hier oftmals der Begriff der Lösung verwendet.